# Lecrín
Lecrín é um município da Espanha na província de Granada, comunidade autónoma da Andaluzia, de área 40,50 km² com população de 2336 habitantes (2007) e densidade populacional de 56,02 hab/km².

## Demografia
| Variação demográfica do município entre 1991 e 2004 | Variação demográfica do município entre 1991 e 2004 | Variação demográfica do município entre 1991 e 2004 | Variação demográfica do município entre 1991 e 2004 |
| --------------------------------------------------- | --------------------------------------------------- | --------------------------------------------------- | --------------------------------------------------- |
| 1991                                                | 1996                                                | 2001                                                | 2004                                                |
| 2 391                                               | 2 424                                               | 2 279                                               | 2 269                                               |